# Miskolci kistérség

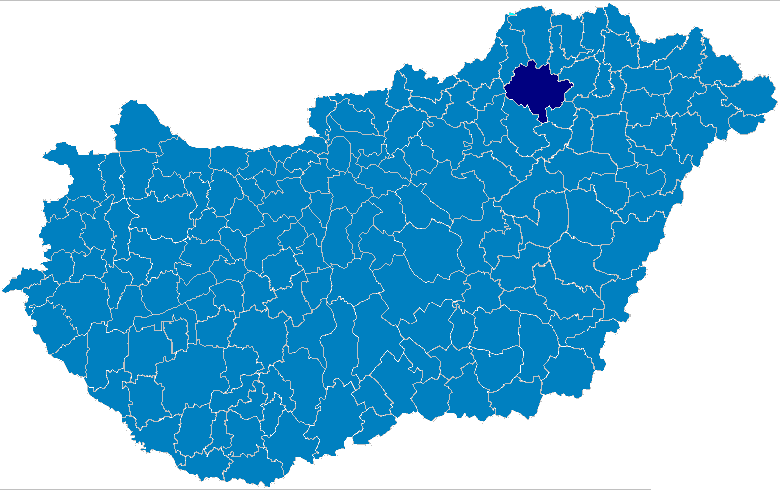
A Miskolci kistérség

A Miskolci kistérség kistérség Borsod-Abaúj-Zemplén megye nyugati részén, központja Miskolc. További városai: Sajószentpéter, Felsőzsolca, Alsózsolca, Emőd, Nyékládháza.
A miskolci kistérség a megye legnagyobb területű és legnépesebb kistérsége. Területe 1058 km², népessége 263 658 fő (2011).
A kistérség egyben az ország második legnépesebb kistérsége, csak a Budapesti kistérség előzi meg.

## Települései
| Név              | Népesség |
| ---------------- | -------- |
| Miskolc          | 143 502  |
| Sajószentpéter   | 11 251   |
| Felsőzsolca      | 6 401    |
| Alsózsolca       | 5 502    |
| Emőd             | 4 739    |
| Nyékládháza      | 4 978    |
| Onga             | 4 703    |
| Szirmabesenyő    | 4 381    |
| Mályi            | 4 307    |
| Hernádnémeti     | 3 487    |
| Sajólád          | 2 864    |
| Sajóbábony       | 2 533    |
| Gesztely         | 2 628    |
| Bőcs             | 2 589    |
| Ónod             | 2 235    |
| Arnót            | 2 244    |
| Sajóvámos        | 1 996    |
| Kistokaj         | 2 434    |
| Harsány          | 1 924    |
| Kisgyőr          | 1 571    |
| Hernádkak        | 1 523    |
| Sajópetri        | 1 443    |
| Sajókeresztúr    | 1 512    |
| Bükkaranyos      | 1 502    |
| Köröm            | 1 364    |
| Parasznya        | 1 084    |
| Bükkszentkereszt | 1 140    |
| Berzék           | 1 005    |
| Varbó            | 1 002    |
| Sajóhídvég       | 1 026    |
| Sajóecseg        | 971      |
| Alacska          | 635      |
| Sajópálfala      | 706      |
| Radostyán        | 537      |
| Kondó            | 485      |
| Muhi             | 481      |
| Répáshuta        | 439      |
| Sajósenye        | 409      |
| Sajólászlófalva  | 436      |
| Sajókápolna      | 360      |

## További adatok
- Élveszületés 1000 lakosra: 9,2 élveszületés (2010-es adat)  (51./175)[2]
- Halálozás 1000 lakosra: 13,5 halálozás (2010-es adat)  (99./175)
- Természetes szaporodás ill. fogyás 1000 lakosra: 4,2 fő (2010-es adat)  (64./175)
- Személyi jövedelemadó-alapot képező jövedelem egy állandó lakosra: 714 000 forint (2010-es adat)  (61./175)
- Személyi jövedelemadó egy állandó lakosra: 123 000 forint (2010-es adat)  (45./175)
- A települések átlagos népessége: 6 591 fő (2011-es adat)  (26./175)
- A 120 feletti népsűrűségű településeken lakók aránya: 88,6% (2011-es adat)  (11./175)
- A nyilvántartott álláskeresők aránya: 11,7% (2010-es adat)  (74./175)
- Működő kórházi ágy 10 000 lakosra: 122,8 ágy (2010-es adat)  (18./175)
- Háziorvosok betegforgalma: 1 510 450 fő (2010-es adat)  (2./175)
- Házi gyermekorvosok betegforgalma: 368 612 fő (2010-es adat)  (2./175)
- Mozilátogatás 1000 lakosra: 1 307 látogatás (2010-es adat)  (16./175)
- Távbeszélő-fővonal 1000 lakosra: 318,6 fővonal (2010-es adat)  (14./175)
- Működő vállalkozások száma 1000 lakosra: 61,1 vállalkozás (2009-es adat)  (45./175)
- A működő vállalkozásokból a szolgáltatásban tevékenykedők aránya: 82,2% (2009-es adat)  (5./175)
- A működő vállalkozásokból a mezőgazdaság, erdőgazdálkodás, halászatban tevékenykedők aránya: 1,3% (2009-es adat)  (167./175)
- A működő vállalkozásokból az iparban tevékenykedők aránya: 7,2% (2009-es adat)  (141./175)
- A működő vállalkozásokból az építőiparban tevékenykedők aránya: 9,3% (2009-es adat)  (146./175)
- Egyéni vállalkozások aránya a működő vállalkozásokból: 45% (2009-es adat)  (162./175)
- Munkanélküliségi ráta: 8,2%

### Népesség összetétele
(2011-es adat)
- 0–14 éves: 38 758 fő = 14,7%
- 14–60 éves: 167 422 fő = 63,5%
- 60 éves és idősebb népesség: 57 478 fő = 21,8% [1]

## Nevezetességei
- Miskolc látnivalóinak listája
- Miskolci múzeumok